# Черни Вит
 Тази статия е за реката в България.  За селото вижте Черни Вит (село).  За сиренето вижте Черни Вит (сирене).
Черни Вит е река в Северна България, област Ловеч – община Тетевен, лява съставяща на река Вит. Дължината ѝ е 27 km.
Река Черни Вит извира на около 800 m северозападно от връх Баба (2070 m) в Златишко-Тетевенска планина на Стара планина, на 1980 m н.в под името Боатинска река. Първите 5 km тече в северна посока, след което завива на запад, а след село Дивчовото, отново на север. По цялото си протежение Черни Вит тече в дълбока залесена долина. В кв. „Полатен" на град Тетевен, на 367 m н.в. се съединява с идващата отдясно река Бели Вит и двете дават началото на река Вит.
Площта на водосборния басейн на Черни Вит е 185 km2, което представлява 5,7% от водосборния басейн на река Вит. Западната част от водосборния басейн на реката попада в община Етрополе, Софийска област.
В река Черни Вит се вливат 6 по-значителни притока, всичките отляво: Гражденица, Косица, Брашленица, Свинска река, Варовитски дол, Сърбин дол и Жидовски дол. Двете най-големи са Косица и Свинска река.
Средногодишен отток при село Черни Вит е 3,2 m3/s, като максимумът е през периода април-юни, дължащ се на снеготопенето, а минимумът – август-октомври.
По течението на реката са разположени 2 села: Дивчовото и Черни Вит, а в устието на реката кв. „Полатен" на град Тетевен.
Водите на реката се използват за водоснабдяване и добив на електроенергия – ВЕЦ „Черни Вит".

## Топографска карта
- Лист от карта K-35-37. Мащаб: 1 : 100 000.